# Timeless (canção de The Weeknd e Playboi Carti)
Timeless é uma canção do cantor e compositor canadense The Weeknd e do rapper estadunidense Playboi Carti, lançada em 27 de setembro de 2024, pela XO e Republic Records, como o segundo single do sexto álbum de estúdio de The Weeknd, Hurry Up Tomorrow. 

## Antecedentes
the Weeknd e Playboi Carti colaboraram pela primeira vez na canção "Popular", juntamente com a cantora americana Madonna, lançada como parte da agora descartada trilha sonora da série The Idol (2023). Após a colaboração, the Weeknd elogiou o que ele e Carti reuniram na faixa e durante as sessões. Em 26 de agosto de 2024, Carti postou uma foto em seu Instagram, de uma conversa sua com the Weeknd pelo FaceTime, sugerindo uma possível segunda colaboração. No dia 7 de setembro, o cantor trouxe Carti para seu show "one night only" em São Paulo, Brasil, para fazer a estreia ao vivo de "Timeless", além de um cover de "Fein" (2023), de Travis Scott e Carti, e ainda "Until I Bleed Out" (2020), de the Weeknd. O show foi seguido pelo lançamento do primeiro single de Hurry Up Tomorrow, "Dancing in the Flames". Em 25 de setembro, the Weeknd compartilhou uma postagem nas redes sociais com uma captura de tela do videoclipe da canção. Ele simultaneamente confirmou que a canção seria lançada em 27 de setembro.